# Премия «За правильный образ жизни»
Пре́мия «За пра́вильный о́браз жи́зни» (англ. The Right Livelihood Award) — премия фонда Right Livelihood Award Foundation, учреждённая в 1980 году журналистом Якобом фон Юкскуллем. Вручается ежегодно, обычно 9 декабря, «за работу над практическими и образцово-показательными решениями наиболее острых проблем современности».
Международное жюри присуждает премии в таких областях, как защита окружающей среды, права человека, здоровье, образование. Сумма, разделяемая между лауреатами (обычно четырьмя), составляет 3 млн шведских крон (около 350 тыс. $).

## Некоторые лауреаты
- Расбриджер, Алан (2016)
- Сирийская гражданская оборона (2016)
- Ладакхская группа по защите экологии и окружающей среды
- Ассоциация занятых собственным делом женщин
- Бхатт, Эла
- Зелёный пояс (экологическое движение)
- AIDESEP
- Чипко
- Витулкас, Йоргос
- Джахангир, Асма
- Вануну, Мордехай
- Фатхи, Хасан
- Моллисон, Билл
- Дамманн, Эрик
- Маатаи, Вангари
- Келли, Петра
- Кор, Леопольд
- Ловинс, Эмори
- Голдсмит, Эдвард
- Линдгрен, Астрид
- Шива, Вандана
- Ярошинская, Алла Александровна
- Движение безземельных крестьян
- Даниельссон, Бенгт
- Дейли, Герман
- Саро-Вива, Кен
- Общероссийская общественная организация Комитет солдатских матерей России [1]
- Альмада, Мартин
- Гуш Шалом
- Авнери, Ури
- Секем
- Абулиш, Ибрагим
- Белло, Уолден
- Лонги, Дэвид
- Эллсберг, Даниэль
- Мемориал (организация)
- Судзуки, Дэвид Такаёси
- Гудман, Эми
- Шарп, Джин
- 350.org
- Сноуден, Эдвард
- Муквеге, Денис
- Ганнушкина, Светлана Алексеевна
- Cumhuriyet
- Караджа, Хайреттин
- Уотт-Клаутьер, Шейла
- Тунберг, Грета
- Правозащитный центр «Весна»
- Алесь Беляцкий
- Билотт, Роберт
- Го Цзяньмэй